# 铁叶麻羽藓
铁叶麻羽藓（学名：Claopodium gracillimum）为羽藓科麻羽藓属下的一个种。